# 126

126(백이십육)은 125보다 크고 127보다 작은 자연수다.

## 수학
- 합성수로, 그 약수는 총 12개다. (1, 2, 3, 6, 7, 9, 14, 18, 21, 42, 63, 126)
  - 126의 진약수의 합은 186이므로, 126은 과잉수다.
- 6번째 십각수이자, 가장 작은 세 자리 십각수다. 앞의 십각수는 85, 다음은 175다.
- 6번째 오각뿔수이자, 가장 작은 세 자리 오각뿔수다. 앞의 오각뿔수는 75, 다음은 196이다.
- 6번째 오포체수이자, 가장 작은 세 자리 오포체수다. 앞의 오포체수는 70, 다음은 210이다.
- 하샤드 수다.
- {\displaystyle 126=21+40+65}
  - 연속하는 세 팔각수의 합으로 나타낼 수 있는 가장 작은 세 자리 수다. 이 성질을 지닌 앞의 수는 69, 다음 수는 201이다.
- {\displaystyle 126=7\times 18}
  - 연속하는 두 칠각수의 곱으로 나타낼 수 있는 수다. 이 성질을 지닌 앞의 수는 7, 다음 수는 612이다.
- {\displaystyle 126=4^{2}+5^{2}+6^{2}+7^{2}}
  - 연속하는 네 자연수의 제곱합으로 나타낼 수 있는 수다. 이 성질을 지닌 앞의 수는 86, 다음 수는 174다.
- {\displaystyle 126=3^{2}+6^{2}+9^{2}}
  - 공차가 3인 세 자연수의 제곱합으로 나타낼 수 있는 수다. 이 성질을 지닌 앞의 수는 93, 다음 수는 165다.
  - 연속하는 세 개의 {\displaystyle 3n}({\displaystyle n}은 자연수)의 제곱합으로 나타낼 수 있는 가장 작은 수다. 이 성질을 지닌 다음 수는 261이다.
- 순열 {\displaystyle C(9,4)}의 값이 126이다.
- {\displaystyle 126=2^{7}-2^{1}}
- {\displaystyle 55^{2}-1}은 126으로 나누어떨어진다.

## 과학·기술
- NGC 126: 물고기자리 방향에 있는 렌즈형은하.
- 126 필름: 코닥이 제안한 카트리지 형식의 표준 필름 규격.

## 교통

### 철도
- 수도권 전철 1호선 신설동역의 역번호.
- 부산 도시철도 1호선 명륜역의 역번호.
- 대구 도시철도 1호선 현충로역의 역번호.

### 도로
- 일본 126번 국도: 지바현 조시시에서 지바시 이나게구까지 이어지는 일본의 국도.
- 현도 제126호선

## 군사
- U-126: 독일의 군용 잠수함. 제1차 세계 대전에 사용된 1918년제 모델(영어판)과 제2차 세계 대전에 사용된 1940년제 모델(영어판)이 있다.

## 문화유산
- 대한민국의 국보 제126호: 불국사 삼층석탑 사리장엄구
- 대한민국의 보물 제126호: 경주 무장사지 삼층석탑
- 대한민국의 사적 제126호: 진도 용장성

## 방송
- 스카이라이프의 YTN 사이언스 채널 번호.
- 지니 TV의 브레인TV 채널 번호.
- B tv의 엣지 온 채널 번호.
- U+ TV의 Ball TV 채널 번호.
- LG헬로비전의 오라이프 채널 번호.
- B tv 케이블의 실버아이TV 채널 번호.

## 기타
- 국세상담센터 번호.
- 날짜: 1월 26일, 12월 6일
- 연도: 126년, 기원전 126년